# Desmoscolex pedunculus
Desmoscolex pedunculus is een rondwormensoort uit de familie van de Desmoscolecidae. De wetenschappelijke naam van de soort is voor het eerst geldig gepubliceerd in 2007 door Rho, Kim & Chang.